# Major-Zala Lajos
Major-Zala Lajos (eredeti neve: Major Lajos) (Kislakos/Kerkateskánd, 1930. január 1. – Svájc, 2006. március 2.) magyar költő.

## Életpályája
1948-ban érettségizett Nagykanizsán. 1949-től Svájcban élt, ahol egy gyógyszergyár külszolgálatának vezetője volt. Egyetemi tanulmányait 1951-1957 között a freiburgi egyetemen és a Sorbonne-on folytatta francia és német irodalom, valamint gyógypedagógia szakon. 1956-tól jelentek meg művei. 1960-tól orvoslátogatóként dolgozott. Versköteteinek többségét a müncheni Aurora Kiadó adta közre.

## Művei
- Hová?; bev. Rezek Román; Tribune, Fribourg, 1957
- Ötödik-síp; Druck. Dürrenmatt, Bern, 1967
- Fémember az áramkörben. Versek; Molnár Ny., München, 1969 (Auróra könyvek)
- Imátlan ima (versek, 1971)
- Csonton virág (versek, 1972, franciául: 1974)
- Rontásbontó (versek, 1975)
- Requiem d'amour (versek, 1975)
- Katarzis (versek, 1976)
- Purificatious (1977)
- Falak mögül, falak mögé. 56 levél (versek, 1977, franciául: 1978)
- Támadj föl, Édes! (versek, 1980, franciául: 1982)
- Énekek Éneke (versek, 1982)
- Ajsa (meseregény, 1983)
- Leszámolás (versek, 1984)
- Sursum corda (versek, 1989)
- Játsszunk szerelmet. Erotikus versek; szerk., vál. Hatvani Dániel; Erdei Ferenc Művelődési Központ, Kecskemét, 1989
- Betűk homokon (versek, 1994)
- Láttál tündérrózsát becsukódva? (oratórium, 1994)
- Magyaur Himnusz avagy Szó(s)zat a(gy)felől hogy a gyilkosoknak meg kell; M-Szivárvány Alapítvány–Framo–SMIKK, Bp.–Chicago–Zürich, 1995 (Szivárvány könyvek)
- E(z)-ur-ópa. Szarajevóul csakis trianonul: moh-ácsul magyarjaim; Kapu–SMIKK, Bp.–Zürich, 1996
- Szerelmi vallomás. Ember-i(n)ség: multináci globikultik; Mentor–SMIKK, Marosvásárhely–Zürich, 1997
- Elveszett győzelem. Focifejek. Lyukas laszti; Magyar Írók Egyesülete–SMIKK, Bp.–Zürich, 1999
- Hogy hívnak Ember? Új versek; Árgus–SMIKK, Székesfehérvár–Hévíz–Zürich, 2000
- Testamentum. Haza a magasban: akasztófakötélen. Verses e-mail regény 15 villámfejezetben; Aurora, München, 2004
- Bolygó magyar. Válogatott versek; szerk. Bokányi Péter; Csokonai Vitéz Mihály Irodalmi és Művészeti Társaság, Hévíz, 2011